# Dienerella kerzhneri
Dienerella kerzhneri es una especie de coleóptero de la familia Latridiidae.

## Distribución geográfica
Habita en Kazajistán.